# Synagogue d'Ettlingen (1889-1938)
La synagogue d'Ettlingen a été construite en 1889 et comme la majorité des synagogues en Allemagne, elle sera détruite par les nazis en 1938.
Ettlingen est une ville de l'arrondissement de Karlsruhe, dans le district de Karlsruhe, dans le Land de Bade-Wurtemberg. Située à moins de 10 km au sud de Karlsruhe, elle compte actuellement près de 39 000 habitants.

## Histoire de la communauté juive

### Au Moyen Âge
Jusqu'au début du XIXe siècle, Ettlingen fait partie du margraviat de Bade. Les Juifs y sont présents depuis le Moyen Âge: un certain Muosez (Moïse) y possède un jardin avant 1308, et un  "Meier von Ettlingen" est mentionné à Spire comme l'un des principaux responsables de la communauté. Lors de la peste noire, en 1348-1349, les Juifs d'Ettlingen sont persécutés comme partout dans l'empire germanique.

### La communauté moderne: duXVIeauXVIIIesiècle
La communauté moderne se crée aux XVIe et XVIIe siècles. Depuis 1526, la présence de Juifs est mentionnée en ville. Ils sont temporairement expulsés en 1584, puis en 1614. En 1605, on compte quatre familles juives vivant à Ettlingen. Ces familles habitent la Judengasse (ruelle des Juifs), actuellement la Färbergasse à l'ouest de la Sternengasse. 
Après la destruction de la ville en 1689, par les troupes de Louis XIV, lors de la guerre de la Ligue d'Augsbourg, et sa reconstruction dans les années 1700, au moins deux familles juives y habitent en dehors de la "Judengasse, l'une dans une maison juive située au marché près du petit Bruck-Gäßlein (petite ruelle du pont) et l'autre dans une maison au 3 Kirchenplatz dont le linteau de la porte garde encore l'inscription en hébreu de l'année de sa construction 1703.    
En 1704, sept familles juives vivent dans la ville. Ce nombre ne va croitre que légèrement dans le courant du XVIIIe et XIXe siècle, en raison de l'émigration continue vers Karlsruhe. On passe de 33 habitants juifs en 1825, à 42 en 1875 et atteindre son maximum en 1910 avec 75 personnes. 

### AuXIXeet auXXesiècle avant l'avènement du nazisme
La communauté possède une synagogue, son école religieuse et un Mikvé (bain rituel). Les morts de la communauté sont enterrés au cimetière juif de Kuppenheim, distant de 25 km. Depuis 1827, la communauté dépend du rabbinat de district de Karlsruhe et à partir de 1885, de celui  de Bühl. Elle embauche un enseignant de religion, qui occupe en même temps la fonction d'officiant, de Hazzan (chantre) et de Shohet (abatteur rituel). Son salaire fixé en 1889,, à 500 marks de fixe plus 300 à 400 marks de salaire d'appoint, avec mise à disposition gracieuse d'un appartement non-meublé, va grimper au fil des années. En 1898, son salaire fixe est de 600 marks, son salaire d'appoint de 4 à 500 marks, avec l'appartement non-meublé. En 1901,, le salaire fixe est de 700 marks et le complément de salaire de 400. Fin 1901, le salaire fixe est passé à 900 marks, mais le complément reste fixé à 300 - 400 marks .  En 1903, le salaire fixe atteint 1 100 marks, mais le complément de salaire ne varie pas.  
Lors de la Première Guerre mondiale, la communauté juive perd trois de ses membres tombés au champ d'honneur. 
En 1924, Emil Bodenheimer et Sigmund Machol sont les responsables de la communauté Lazarus Aberbach est l'enseignant, l'officiant et le shohet. Il enseigne à l'école religieuse pour les enfants de la communauté ainsi que pour ceux des villages avoisinants.  
En 1932, le président de la communauté est Berthold Dreyfuss, et le vice-président Berthold Mayer. La Frauenverein (association des femmes), sous la direction de l'épouse de Max Machol s'occupe d'aider les personnes dans le besoin et les malades. 
Jusqu'en 1933, les habitants juifs d'Ettlingen, possèdent plusieurs entreprises et établissements commerciaux, principalement dans le négoce de bétail (Berthold Dreifuß; Max Machol; Berthold Mayer et Isaak Mayer), dans le négoce de volaille (Paul Spielmann) ou de farine (Max Falk),

### La période nazie et la destruction de la communauté
En 1933, à l'arrivée au pouvoir des nazis, on compte 48 Juifs habitant Ettlingen. Dans les années qui suivent, en raison du boycott économique, de la marginalisation croissante et des représailles, une partie de la population juive quitte la ville: 16 vont émigrer et 6 vont se réfugier dans d'autres villes allemandes. En novembre 1938, lors de la nuit de Cristal, la synagogue est détruite et plusieurs habitations et commerces juifs pillés. Une partie des hommes juifs sont arrêtés et envoyés au camp de concentration de Dachau, avant d'être relâchés. 
Quatorze des derniers habitants juifs d'Ettlingen sont déportés le 22 octobre 1940, sept au camp de Gurs avant d'être transférés au camp d'extermination d'Auschwitz, et sept envoyés directement en Pologne. 
Le mémorial de Yad Vashem de Jérusalem et le Gedenkbuch - Opfer der Verfolgung der Juden unter der nationalsozialistischen Gewaltherrschaft in Deutschland 1933-1945 (Livre commémoratif – Victimes des persécutions des Juifs sous la dictature nazie en Allemagne 1933-1945) répertorient 28 habitants nés, ou ayant vécu longtemps à Ettlingen parmi les victimes juives du nazisme.

## Histoire de la synagogue

### La première salle de prière
Aucun document ne permet d'affirmer l'existence ou non d'une synagogue ou d'un lieu de prière juif au Moyen Âge. 
En 1742, la communauté juive d'Ettlingen demande l'autorisation d'installer une Schule (salle de prière) dans une maison juive située dans la nouvelle ville. Le maître-maçon Rohrer de Rastatt est chargé de visiter les maisons juives admissibles et conclut qu'il n'y a aucun problème concernant le bruit à l'extérieur. Une salle de prière est alors installée dans la maison située 31 Albstraße/angle de la Färbergasse (ancienne Judengasse), maison construite quelques années auparavant par une famille juive. En 1984, lors d'une rénovation de la maison, une inscription en hébreu a été mise à jour au-dessus de l'entrée de la Färbergasse, indiquant la date de construction de la maison selon le calendrier hébraïque: 12 Heshvan 496 (28 octobre 1735), ainsi que le nom des anciens propriétaires de la maison Isai Wentzel. En 1820, cette salle de prière est louée à la communauté pour 60 florins par an. 

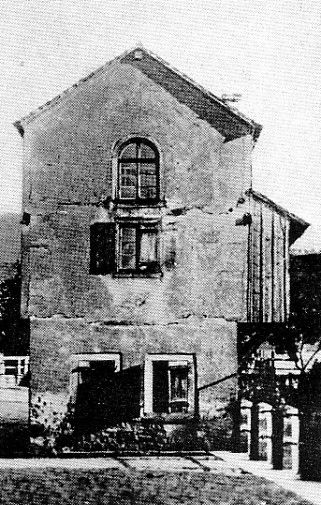
La première synagogue construite dans une maison de tanneur et détruite en 1890

### La première synagogue
En 1848/1849, la communauté juive décide d'acheter une maison indépendante pour en faire une synagogue. Elle achète une ancienne maison de tanneur, située près de la rivière Alb, juste en face de la cure Saint-Martin, qu'elle va transformer pour en faire son lieu de prière. Pour l'achat de la maison et sa transformation en synagogue, la communauté juive d'Ettlingen demande une subvention à la municipalité ainsi qu'au Ministère de l'intérieur: « parce que nous n'avons pas de fonds et que la plupart de nos familles sont pauvres ». Un bain rituel (mikvé) est aussi installé dans le bâtiment, mais en 1857, le rabbinat du district déclare ce bain « irréligieux et impropre ». Pour le rendre conforme, le conseil de la synagogue demande immédiatement à la communauté, la construction d'une conduite d'eau en bois, permettant d'approvisionner le Mikvé en eau de la rivière Alb. On ignore d'où l'eau a été prélevée.   
Déjà vers 1880, le bâtiment de cette première synagogue est devenu trop petit pour les 70 Juifs d'Ettlingen et sa structure trop ancienne ne permet pas son agrandissement. De plus, le bâtiment fait obstacle à l'extension de la ville, si bien que le Mittelbadischer Courier du 16 juillet 1871 écrit: « Nous espérons que la synagogue qui en même temps qu'elle perturbe la circulation, est de forme architectonique bancale, soit bientôt remplacée, et que par l'alliance des autorités de la ville et de la communauté israélite, soit érigé à un autre emplacement un temple digne ». 
En 1890, après la construction de la nouvelle synagogue, le bâtiment de l'ancienne est rasé. Une plaque commémorative a été encastrée en novembre 1985 dans le mur en grès du quai de l'Alb, près de la Sternengasse avec l'inscription:

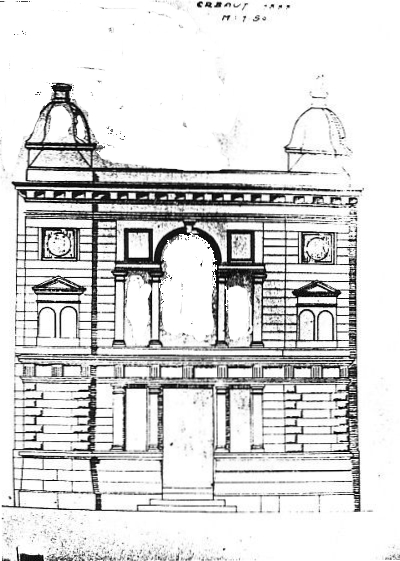
Dessin d'architecte de la synagogue

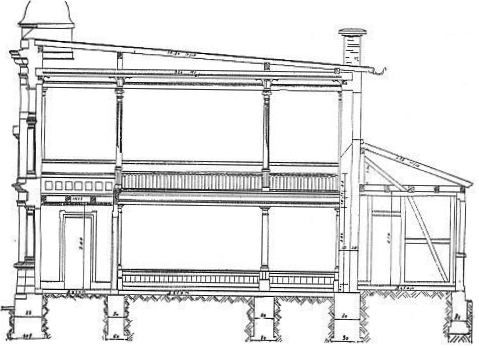
Dessin d'architecte de la synagogue

« La synagogue d'Ettlingen, aménagée en 1849 dans une ancienne maison de tanneur en cet endroit, a été démolie en 1888. La nouvelle synagogue construite dans la Pforzheimer Straße sera réduite en cendres en 1938. »

### La nouvelle synagogue
Les plans de la nouvelle synagogue, sont réalisés par le futur architecte de la ville, Alexander Kiefer, et la synagogue construite en 1888-1889. La synagogue est située à proximité de deux bâtiments publics importants, l'hôpital (aujourd'hui Fondation Stephanus) et l'école Thiebauth au 20 Pforzheimer Straße. L'ensemble est entièrement réalisé en pierre, et la façade de style Renaissance, est divisée sur sa largeur en trois parties : les deux corps latéraux en forme de tour, surmontés d'un dôme, encadrent la partie centrale en léger retrait, Sur ces deux avant-corps latéraux, au premier étage, sous un fronton triangulaires, se trouvent deux arc aveugles sur lesquelles ont été inscrits en hébreu les Dix Commandements et des psaumes. 
L'entrée conduit à un vestibule à partir duquel on pénètre dans la salle de prière réservée aux hommes. Sur le côté gauche du vestibule, un escalier conduit à la galerie réservée aux femmes. Sur le mur du fond, se trouve l'Arche Sainte, et devant la Bimah. La grande fenêtre de la façade en trois parties, rectangulaire sur les côtés et à arc plein cintre au centre, et une fenêtre en quatre parties au-dessus de l'Arche Sainte, éclairent d'une lumière naturelle cette salle relativement petite. 
La synagogue a une largeur de 8,5 mètres et une longueur de 10 mètres environ, et est moins élevée que les bâtiments avoisinants.
La synagogue est inaugurée le 6 octobre 1889 par le Dr Mayer, grand-rabbin de Bühl. 
L'inauguration a lieu le lendemain de Yom Kippour, le jour où dans la tradition juive, on commence à construire la Soucca (cabane) pour la fête de Souccot. La fête commence par un service d'adieu à la vieille synagogue, puis, accompagné par la musique de l'école des sous-officiers d'Ettlingen, par un défilé vers la nouvelle synagogue, où un représentant de la communauté juive prend possession du bâtiment au nom de la communauté et le met sous la protection de la ville:
« Ettlingen le 7 octobre: la dédicace de la synagogue par le grand-rabbin de Bühl, s'est déroulée hier après-midi. Après un court office d'adieu dans la vieille synagogue, une longue procession, au son de la musique de l'école royale de sous-officiers, s'est mise en marche, par la Kronenstraße, vers la nouvelle maison de Dieu dans la Pforzheimerstraße. De nombreux coreligionnaires extérieurs à la ville s'étaient joints à la communauté juive locale pour témoigner leur joie par leur participation. Mais il y avait aussi beaucoup de résidents chrétiens qui ont participé à la procession et qui ont assisté à l'office d'inauguration. À l'entrée de la synagogue, Mademoiselle Ernestine Bodenheimer a remis la clef au représentant de la ville, Monsieur le conseiller May, avec un discours et avec la prière de mettre aussi cette maison de Dieu sous la protection de la ville. Sur ce, Monsieur Haas, au nom de la municipalité, plaça la nouvelle synagogue sous la protection publique, souhaitant qu'également dans ces espaces sacrés, soient offerts la paix et l'harmonie entre les habitants. Une fois la porte ouverte, chacun essaya de trouver si possible une place à l'intérieur. 

" Ma maison sera appelée une maison de prière pour tous les peuples ". Avec ces mots prophétiques, qui resplendissent au-dessus de la porte d'entrée, le grand-rabbin commença son sermon. Cela ne signifie pas que tous les hommes doivent adopter le culte israélite; pas le moindre du monde: cela signifie plutôt, selon le Talmud, que tout le monde sera sauvé à sa façon. Depuis le temps où le Talmud a été rédigé, des milliers d'années se sont écoulées; dans tous les domaines, les hommes ont fait d'énormes progrès. Mais sur un point, nous devons encore souhaiter beaucoup de progrès: dans l'amour du prochain. L'orateur a souligné comment  l'un critique encore l'autre à cause de sa foi, comment il pense être le seul à détenir la vérité et pourtant l'amour du prochain s'étend sur tous. Aussi cette maison de Dieu a été construite sur l'amour du prochain.  
    
Merci tout d'abord au dynamique comité directeur de la communauté israélite locale et gratitude pour son abnégation, ainsi qu'à la municipalité venue d'une manière si amicale à sa rencontre, sans lesquels nous n'aurions pas pu aujourd'hui célébrer cette fête. Aussi doit-on souligner la joie de la population locale et des membres de la communauté, d'ici et d'ailleurs. En plus, tous nos remerciements les plus sincères à tous ceux qui ont travaillé au bâtiment ou qui de toute autre manière ont permis la réussite de cette œuvre qui exprime si bien l'amour de son prochain. Ce sont probablement les principales idées du sermon. 

Puis l'office se conclut par une alternance de chants et de prières. Après quoi, les différentes pièces joliment décorées furent ouvertes au public pour une visite libre. Le soir, un concert a été donné à l'auberge  zum Erbprinzen et hier soir un bal s'est tenu à l'auberge  zum Hirsch. Ces deux festivités se sont déroulées de la meilleure façon. 
   
La synagogue offre une façade jolie à voir, mais les flancs sont dépouillés. Ce défaut, d'après ce que nous avons entendu, sera corrigé par la plantation d'arbres sur les deux côtés.

Avec la démolition de l'ancienne synagogue, disparaitra un emblème d'Ettlingen, mais ce n'est à regretter d'aucune façon, car non seulement cela créera de la lumière et donnera une vue imprenable sur les maisons voisines, mais aussi la vue à partir du pont sur la mairie sera splendide et le trafic sur l'Albstraße en sera grandement facilité. »
Jusqu'en 1938, les offices religieux ont lieu dans la synagogue, et celle-ci est le centre de la vie cultuelle, culturelle et sociale de la communauté juive. 

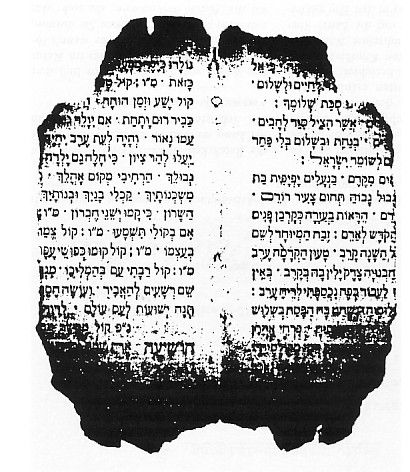
Fragment d'un rouleau de Torah, brûlé lors de la nuit de Cristal. Exposé aux Archives de la ville d'Ettlingen

Le matin du 10 novembre 1938, la synagogue est incendiée par les ouvriers de la ligne Siegfried sous la direction d'un Sturmführer des SA. Le bâtiment est entièrement détruit, les pompiers ne sont pas autorisés à s'attaquer au feu, mais uniquement à protéger les maisons voisines. Pendant une année entière, les ruines noircies vont restées apparentes dans la Pforzheimer Straße, avant d'être rasées au frais de la communauté juive. Son président  Max Falk est obligé de s'engager personnellement. Les travaux de démolition sont exécutés par le service de construction de la ville, et facturés à la communauté 88,88 marks. 

### Après la Seconde Guerre mondiale
Après la Seconde Guerre mondiale, un immeuble d'habitation avec  commerces est construit au 33 Pforzheimer Straße sur l'ancien terrain de la synagogue. En 1968, une plaque commémorative est fixée sur cette maison. Cette plaque a été remplacée il y a quelques années par une nouvelle plaque plus esthétique avec représentation en bas-relief de la synagogue. 
Le Musée de l'Albgau ('Albgau-Museum) situé dans le château d'Ettlingen, expose un tableau en bois peint provenant de la synagogue incendiée, représentant deux lions tenant un écusson  avec une inscription hébraïque, surmonté d'une couronne. Les archives de la ville possèdent les actes d'achats et des extraits de presse de la communauté juive, ainsi que le livre d'état civil de la communauté de 1811 à 1870, et un fragment d'un rouleau de Torah à moitié calciné, que le vent avait fait voler dans la rue.